# Stilbosoma cyaneum
Stilbosoma cyaneum är en tvåvingeart som beskrevs av Philippi 1865. Stilbosoma cyaneum ingår i släktet Stilbosoma och familjen blomflugor. Inga underarter finns listade i Catalogue of Life.